# كيفن مارتن (موسيقي)
كيفن مارتن (بالإنجليزية: Kevin Martin)‏ هو موسيقي ومغني وعازف قيثارة أمريكي، ولد في 9 أبريل 1969 في إلجين في الولايات المتحدة.

## وصلات خارجية
- كيفن مارتن على موقع ميوزك برينز (الإنجليزية)
- كيفن مارتن على موقع ديسكوغز (الإنجليزية)